# Drapeau du Brésil

Drapeau du président.

Drapeau du vice-président.

Le drapeau du Brésil est le drapeau national et le pavillon national de la république fédérative du Brésil. Il a été institué le 19 novembre 1889, à l'occasion de la proclamation de la république en 1889. Un précédent drapeau national vert et or, qui ne comportait pas le globe étoilé, avait été créé par le peintre français Jean-Baptiste Debret à l'occasion de la déclaration d'indépendance du Brésil pour l'empereur Pierre Ier du Brésil, le 7 septembre 1822.

## Histoire de l'adoption et description

Premier drapeau de la République créé par Ruy Barbosa, qui a flotté au moins jusqu'au 19 novembre 1889 au mât d’un bâtiment de la Câmera Municipal de Rio de Janeiro, et nommé plus tard le « drapeau de la proclamation ».

Le premier drapeau de la República Velha est une version verte et jaune du drapeau des États-Unis, avec vingt étoiles sur un carré noir. Selon l'universitaire Joseph Jurt, « le modèle des républicains de Rio avait été plutôt la République française ; mais il s’agissait par-là peut-être de gagner la faveur des libéraux de São Paulo qui s’inspiraient du modèle nord-américain ». Les positivistes contestent ce drapeau en raison de cette influence et chargent le peintre Décio Villares de dessiner un modèle alternatif à proposer au gouvernement provisoire, par l’entremise du général Benjamin Constant Botelho de Magalhães.
Le nouveau drapeau est adopté en 1891 par le gouvernement provisoire de la république des États-Unis du Brésil, sous l'influence de Benjamin Constant Botelho de Magalhães ; il est conçu par les animateurs de l'Apostolat positiviste du Brésil et dessiné sur leur inspiration directe, en particulier suivant les indications de Teixeira Mendes. L'universitaire Joseph Jurt relève que « les positivistes suivirent presque textuellement la conception d’Auguste Comte en ce qui concerne l’idée du drapeau, la philosophie positiviste de l’État entrant ainsi dans la symbolique politique du Brésil ». Il souligne que cette influence des positivistes contraste avec le fait qu'ils « [n'ont] pas joué un rôle décisif lors de la proclamation de la république », et le fait que « la nouvelle constitution du Brésil de l’année 1891 suivait plutôt le modèle des États-Unis et non pas le concept de « dictature républicaine » d’Auguste Comte ».
Il s'agit d'un rectangle vert aux proportions 07:10 au centre duquel figure un large losange jaune contenant un disque bleu marine. Ce disque est traversé par une bande blanche incurvée où est écrit en lettres vertes Ordem e Progresso (« ordre et progrès »), devise positiviste forgée par Auguste Comte en 1848,. Selon Joseph Jurt, « le modèle positiviste résumé par la devise « Ordem e Progresso » signifiait un nouveau départ national, une dernière étape de l’évolution civilisatrice et non pas une rupture révolutionnaire ». Cependant, « la plupart des citoyens associèrent la devise « Ordem e Progresso » non pas vraiment à l’idée d’une « dictature républicaine », mais plutôt à un programme politique et économique qui entendait allier un programme droitier de l’« Ordre » avec l’option optimiste du « Progrès » ». Il relève le maintien, par rapport au drapeau impérial, du fond vert, du losange jaune et de la sphère bleue centrale « pour signifier la transition entre le passé et le présent », mais la suppression de « ce qui rappelait le régime impérial : la croix de l’Ordre du Christ, la sphère armillaire, la couronne impériale, mais aussi les branches de feuilles de tabac et de caféier, le progrès ne résidant plus, selon les positivistes, dans les grandes plantations, mais dans l’industrie et l’exploitation des ressources naturelles ».
Vingt-six des vingt-sept étoiles blanches de tailles diverses sont réparties sur l'espace bleu du disque qui est situé sous la bande phylactère.
Le vert correspond à l'époque à la deuxième maison de Bragance, une des plus grandes familles royales portugaises, montée sur le trône en 1640. Le jaune, symbolise la couleur or des Habsbourg (fameuse dynastie d'origine autrichienne, qui gouverna le Brésil lors de l'Union ibérique, entre l'Espagne et le Portugal, c'est-à-dire entre 1580 et 1640). Ces couleurs représentent alors l'union parmi la famille Bragance et la branche autrichienne de la maison de Habsburg, par le mariage du roi Pierre Ier, deuxième roi du Brésil et fils de Marie-Léopoldine d'Autriche.

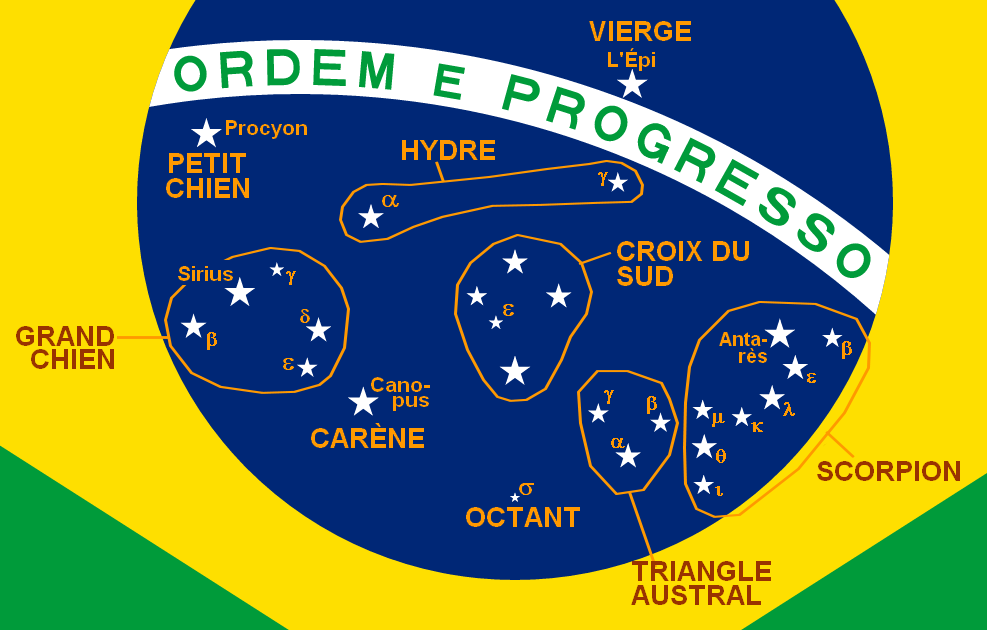
Les constellations dans le drapeau du Brésil.

Le bleu représente le ciel bleu de Rio de Janeiro, la capitale du Brésil entre 1763 et 1960. Les étoiles disposées sur le fond bleu représentent à la fois les Etats fédérés et le district fédéral[réf. nécessaire] (les 20 États à l'origine), et la disposition des principales étoiles du ciel de Rio de Janeiro le 15 novembre 1889 à 8h30, jour de la proclamation de la République,. Selon l'historienne Armelle Enders, cette figuration des États sur le drapeau souligne que « l'Empire unitaire s'est transformé en Fédération ». Joseph Jurt relève que « la correspondance entre microcosme (géographique) et macrocosme (céleste) vient de la philosophie d’Auguste Comte marquée par une vision « organique » de l’Histoire ». Alpha Crucis, Beta Crucis, Gamma Crucis, Delta Crucis et Epsilon Crucis représentent par exemple respectivement les États de São Paulo, Rio, Bahia, Minas Gerais et Espírito Santo[réf. nécessaire]. La disposition des constellations autour de la Croix du Sud respecte quasiment l'aspect réel de la voûte céleste (Petit Chien, Grand Chien, Hydre femelle, Carène, Octant, Vierge, Triangle austral, Scorpion)[réf. nécessaire].

## Couleurs
| Couleur | ● Vert      | ● Jaune     | ● Bleu      | ● Blanc       |
| ------- | ----------- | ----------- | ----------- | ------------- |
| HTML    | #00923E     | #F8C100     | #28166F     | #FFFFFF       |
| RVB     | 0, 146, 62  | 248, 193, 0 | 40, 22, 111 | 255, 255, 255 |
| Pantone | PMS 355     | PMS Yellow  | PMS 280     | Safe          |
| CMJN    | 100/0/100/0 | 0/10/100/0  | 100/70/0/20 | 0/0/0/0       |

## Origines

Pavillon des princes du Brésil.

Drapeau du royaume du Brésil.

Drapeau du Royaume-Uni de Portugal, Brésil et Algarves.

Pavillon personnel des princes du Royaume-Uni de Portugal, Brésil et Algarves, adapté avec le drapeau du royaume du Brésil de septembre à décembre 1822.

Drapeau de l'empire du Brésil durant le premier règne.

Drapeau de l'empire du Brésil durant le second règne.

Premier drapeau républicain.

### Principauté du Brésil (1645-1816)
Durant une majeure partie de l'Empire colonial portugais, le Brésil n'avait pas de drapeau car la création de drapeaux pour les territoires d'outremer n'était pas inscrite dans la tradition vexillologique lusitanienne. On trouvait sur ces territoires le drapeau du royaume ou bien des représentants directs du monarque. Bien que l'on ne puisse le considérer comme le premier drapeau brésilien en raison du fait qu'il était réservé aux héritiers du trône portugais, le pavillon des princes du Brésil apparaît comme la première représentation du Brésil sur un drapeau. Sur un fond blanc qui représente la monarchie s'inscrit une sphère armillaire qui deviendra durant une longue période le symbole du Brésil. Cet objet apparaît déjà sur le pavillon personnel de Manuel Ier de Portugal.

### Brésil contemporain

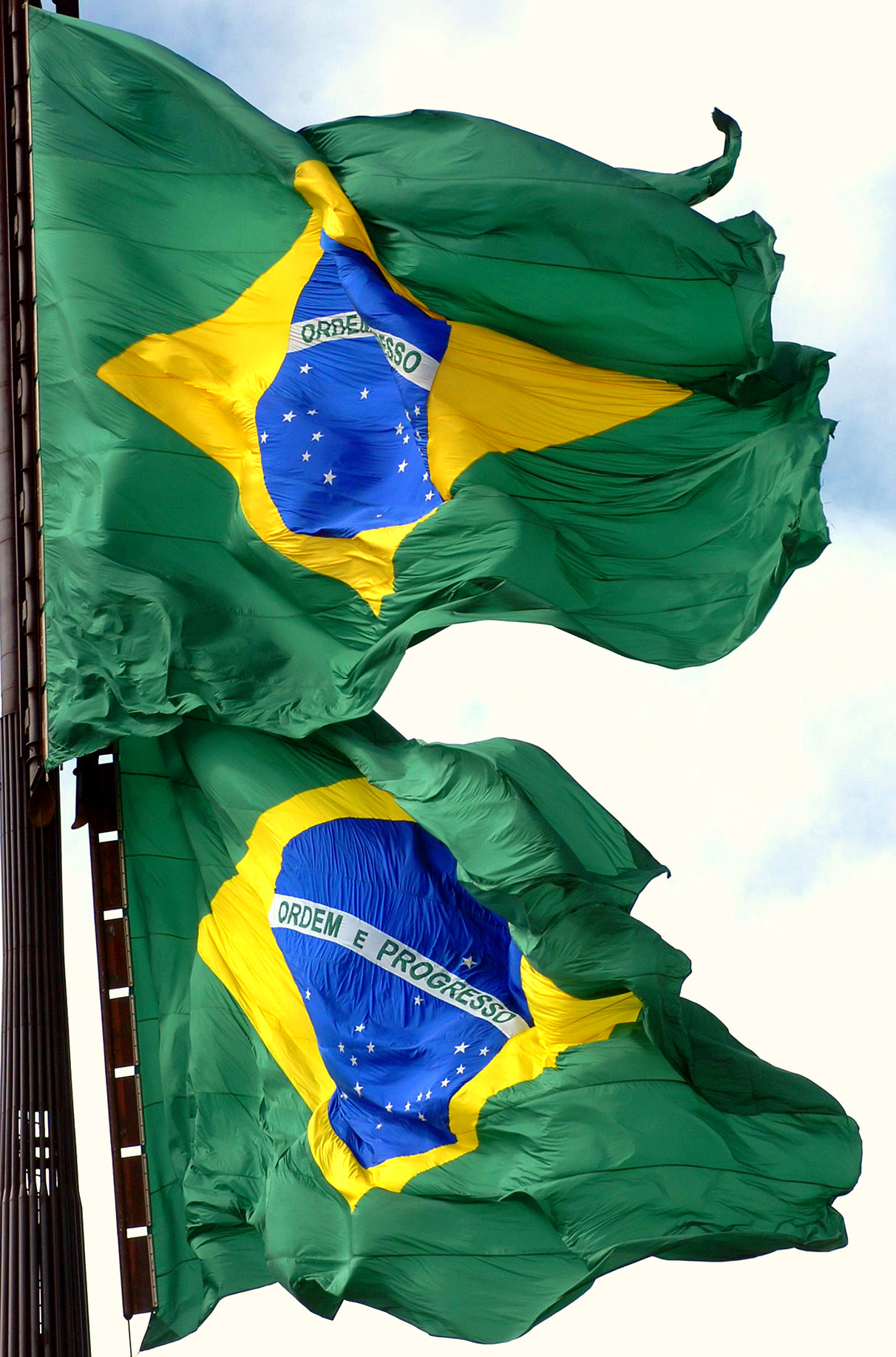
Drapeaux brésiliens.

### Évolution de l'actuel drapeau du Brésil

Drapeau des États-Unis du Brésil (du 19 novembre 1889 à juin 1960)[7].
Drapeau des États-Unis du Brésil (de juin 1960 au 28 mai 1968)[8].
Drapeau de la république fédérative du Brésil (du 28 mai 1968 au 11 mai 1992)[9].
Drapeau de la république fédérative du Brésil (du 11 mai 1992 à aujourd'hui)[10].